# Thailands militærkup 2006
Thailands militærkup i 2006 den 19. september, var resultatet af en serie af begivenheder, der havde til formål at afslutte den kontroversielle premierminister Thaksin Shinawatras politiske karriere.
Kuppet fandt sted, efter at People's Alliance for Democracy – også kendt som Gultrøjer – protesterede mod Thaksins administration og anklagede ham for at være en korrupt politiker, der havde til formål at underminere kongehuset.
General Sonthi Boonyaratglin ledede kuppet og hævdede, at det var nødvendigt for at udrydde korruption og forhindre en krise, da Thaksin planlagde at slå ned på Gultrøje-demonstranterne. 2006-kuppet omtales ofte som et uafsluttet kup, da trods Thaksin flygtede ud af landet i 2008, forblev hans politiske netværk intakt, og hans fravalgte støtter forblev standhaftige, hvilket gav anledning til Rødtrøje-bevægelsen.

## Krisens oprindelse
Premierminister Thaksin Shinawatra havde været indblandet i flere kontroversielle affærer siden han overtog magten ved valget i 2001. Disse indbefattede bl.a. beskyldninger om modstridende interesser, da hans familie har store interesser i firmaet Shin Corporation og en meget hård kurs mod narko pushere. Alligevel har ingen af disse været nok til at skade hans popularitet hos store dele af befolkningen og han blev den første valgte premierminister der sad perioden ud og blev genvalgt med en jordskredssejr ved valget i januar 2005. Der var imidlertid store strukturelle komplikationer i opbakningen til premierminister Thaksin og hans parti Thai Rak Thai. Mens opbakningen fra landdistrikterne var massiv, var det samme absolut ikke tilfældet fra byområderne, og i særdeleshed ikke fra hele hovedstadsregionen. Gennem en periode blev det nærmest en fast norm med ugentlige demonstrationer.
En hemmelig plan om at afsætte Thaksin ved et statskup tog sin begyndelse i februar 2006, cirka samtidig med at Thaksin opløste parlamentet og udskrev nyvalg til parlamentet 2. april 2006. Oppositionen boykottede valget med en så massiv opbakning, at der flere steder blev afleveret flere blanke stemmesedler end udfyldte. Forfatningskommissionen erklærede senere valget for ugyldigt og der opstod en dyb konflikt mellem forfatningskommissionen og valgkommissionen, da der blev udskrevet et nyvalg 19. oktober 2006, som oppositionen tilkendegav, at de ville deltage i.

## Statskuppet den 19. september 2006
Den 19. september 2006 blev premierminister Thaksin Shinawatra afsat ved et militærkup, det første i 15 år. Thaksin var under kuppet på udlandsrejse for at holde tale til FN i New York. Militæret aflyste det kommende valg, suspenderede forfatningen, opløste parlamentet, forbød protester og al politisk aktivitet, undertrykte og censurerede medierne, samt arresterede medlemmer af kabinettet. Thaksin vendte ikke tilbage til Thailand før februar 2008, hvor han blev anklaget for korruption, men erklærede sig ikke skyldig og blev løsladt mod kaution. I august besøgte han Kina i forbindelse med Olympiade-åbningen, og i den forbindelse søgte han politisk asyl hos Storbritannien med påstand om, at retssagen mod ham var politisk. I oktober blev han dømt in absentia og anmodet udleveret fra Storibtitanien. Han har siden levet i selvvalgt eksil, primært i Dubai og Hong Kong.
Efter kuppet opretholdt militæret styringen af landet i en periode, hvorunder politikere fra forhenværende premierminister Thaksins parti, Thai Rak Thai, blev bandlyst fra politisk aktivitet i en årrække og partiet blev opløst. I kølvandet af militærkuppet opstod bevægelsen National United Front of Democracy Against Dictatorship (UDD), senere kendt som Rødtrøjer, som støttede Thaksin og protesterede mod kupmagerne, for at opnå demokratisk valg. Bevægelsen opløstes efter der blev afholdt demokratisk valg i december 2007, hvorefter People's Power Party (PPP), leddet af Samak Sundaravej, dannede regering sammen med fem mindre partier.

## Efter kuppet til et nyt i 2014
Fire år efter kuppet opstod de blodsudgydelser, som general Sonthi Boonyaratglin ville undgå, afsluttende med massakren på Rødtrøje-demonstranter udført af soldater. På trods af dette opretholdt Thaksin sin indflydelse og fik endda at indsat sin søster, Yingluck Shinawatra, som premierminister, før militæret igen besluttede at iscenesætte endnu et kup i 2014 med henvisning til behovet for fred og stabilitet. 2014-kupmagerne, omtalt som de tre P'er – general Prayut Chan-o-cha, general Prawit Wongsuwan og general Anupong Paochinda – havde alle været impliceret i Rødtrøje-massakren. De udnyttede konflikten mellem Rødtrøjer og Gultrøjer, som et påskud til at udføre endnu et kup, for at "forebygge en krise". Denne gang trak kupmagerne sig ikke i baggrunden for at lade en militærstøttet civil regering komme til, som Sonthi gjorde det i 2006. De forblev i stedet, som en junta-regering.